# Суверенное государство Этерна Люцина
Суверенное государство Этерна Люцина (англ. Sovereign State of Aeterna Lucina), также известное как Австралийское микрогосударство — ранее существовавшее австралийское виртуальное государство. Оно было основано в 1978 году и просуществовало вплоть до смерти его основателя.

## История
Основателем и «Верховным Господином» микрогосударства являлся немецкий мигрант Пауль Нойман, впоследствии изменивший своё имя на Пауль Барон Нойман. Нойман основал его, когда жил в Байрон-Бей, а позже переехал вместе с ним в Керл Керл, Сидней и наконец, в Куму. Он был самопровозглашённым бароном, который претендовал на собственность в Новом Южном Уэльсе, утверждал, что получил титул Барона Ноймана Кара-Бага от бывшего короля Афганистана Хасана III в изгнании (несуществующего), а также, что был удостоен сотен других наград, в том числе профессорскими званиями, докторскими степенями и степенями в области богословия. Нойман продал по крайней мере одно рыцарское звание.
В 1990 году Этерна Люцина привлекла к себе внимание, когда Нойман столкнулся с обвинениями в мошенничестве в судебной системе Нового Южного Уэльса, касающимися преступлений, связанных с продажей земли. Дело касалось 144 000 австралийских долларов. Нескольким связанным с ним бизнесменам были предъявлены обвинения в афере с земельными участками и мошенничестве с визами. В конечном счете дело было закрыто в 1992 году.

## Политика
У Этерна Люцины не было ни конституции, ни законов, поэтому диктатуру принято считать как её закрепившуюся форму правления. Высшая государственная должность — президент, однако второе имя Ноймана происходит от английского «барон».